# Onychiuroides paucituberculatus
Onychiuroides paucituberculatus is een springstaartensoort uit de familie van de Onychiuridae. De wetenschappelijke naam van de soort is voor het eerst geldig gepubliceerd in 1930 door Stach.